# Fermín Lasuén
Fermín Lasuén, per esteso Fermín de Francisco Lasuén de Arasqueta, detto anche "il frate dimenticato" (Vitoria, 7 luglio 1736 – Carmel-by-the-Sea, 26 luglio 1803), è stato un religioso spagnolo di origine basca.
Fu missionario francescano nell'Alta California, presidente delle missioni francescane locali e fondatore di nove delle ventuno missioni spagnole in California.

## Biografia
Sebbene egli sia talvolta chiamato "il frate dimenticato", Fermín Lasuén diresse effettivamente il sistema di missioni nella California tre anni dopo il suo famoso predecessore, frate Junípero Serra.
Lasuén nacque in Spagna, a Vitoria, nell'Álava il 7 luglio 1736 ed entrò nell'Ordine francescano ancora quindicenne, poco prima del 19 marzo 1751, giorno in cui vestì l'abito dell'Ordine.

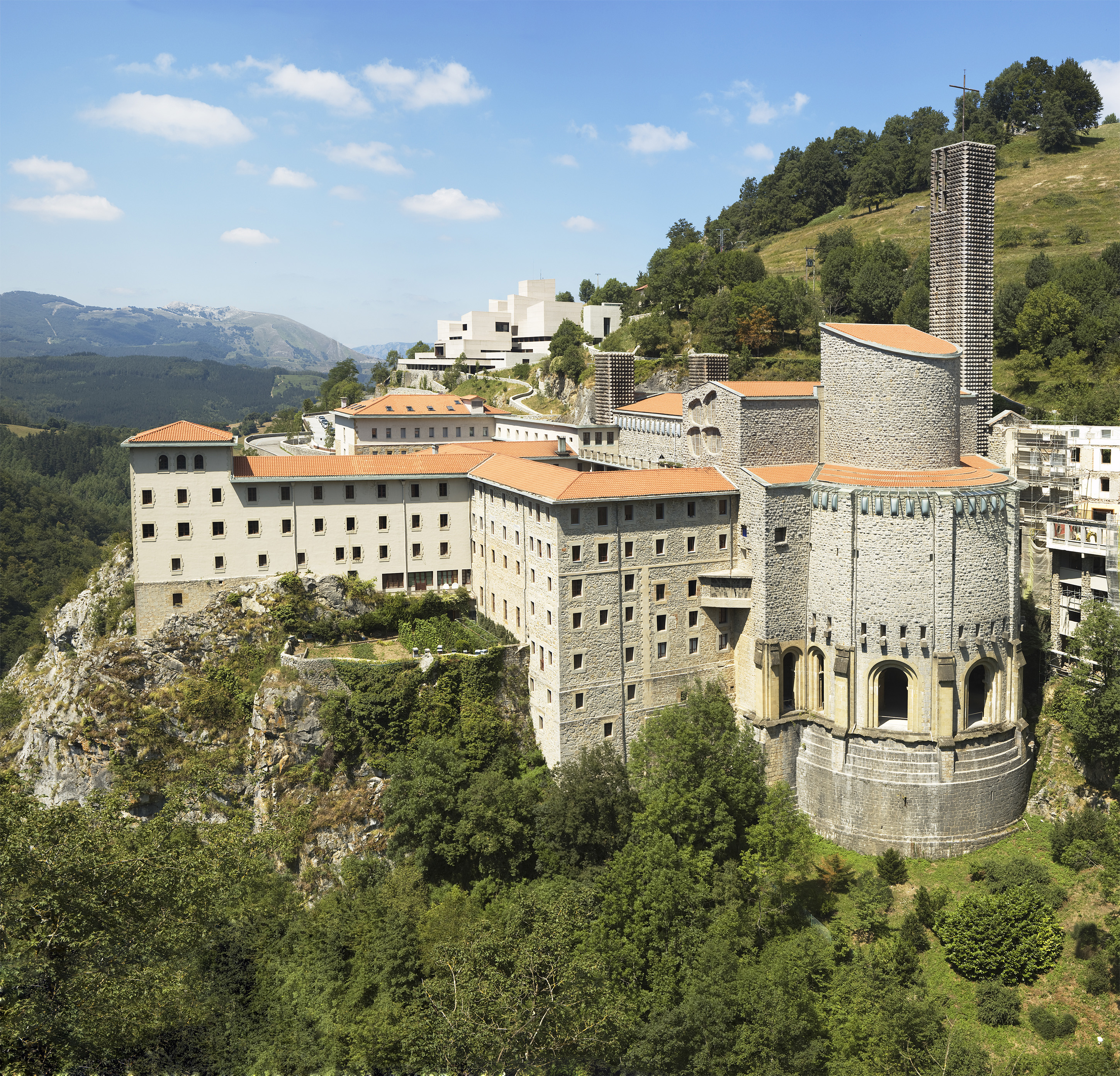
Santuario francescano di Arantzazu ove Lasuén vestì la tonaca francescana

Nal 1759 Lasuén, ancora diacono, lasciò il santuario francescano di Arantzazu (Gipuzkoa) per recarsi a Cadice insieme a diciassette altri frati per esercitare il ministero nelle Americhe. Giunse nella Nuova Spagna nel 1761 e nel 1768 fu inviato all'ovest, nella California spagnola. Dopo la fondazione della Missione di San Diego de Alcalá, nel 1773 si spostò verso nord nell'Alta California. Si fermò a San Diego, ove rimase fino al 1775; collaborò quindi alla fondazione della Missione di San Juan di Capistrano prima dell'omicidio di Luís Jayme. La sollevazione degli indiani Kumeyaay causò il suo rientro a San Diego.
Nel tardo 1776 andò a San Luis Obispo per poi tornare l'anno seguente a San Diego, dove fu fatto sacerdote. Fu poi incaricato nel 1785 secondo Presidente delle missioni in California, a seguito del decesso di frate Junípero Serra e trasferito alla Missione di San Carlo Borromeo del Carmelo.
Lasuén continuò il lavoro iniziato dal Serra, fondando altre nove missioni, portando così il totale a 18 (il totale finale sarà poi di 21).
Morì presso la Missione di San Carlo Borromeo del Carmelo il 26 luglio 1803. Gli successe nell'attività Esteban Tápis.

## Intelligenza, personalità e carattere
Sebbene di temperamento più introspettivo e meditabondo del suo predecessore Junipero Serra, Lasuén era un amministratore risoluto e capace, fondatore delle rimanenti missioni in California. Il capitano Alessandro Malaspina descrisse così Lasuén:
È evidente dai suoi diari che Lasuén combatteva contro la solitudine e forse anche la depressione causata dalle condizioni estreme che incontrò a San Diego quando gli fu chiesto di tornare per ristabilire l'ordine dopo l'omicidio di frate Jayme. Lasuén descrisse gli ardori della vita del missionario così:
All'età di 47 anni, scrivendo all'amico fra Joseph de Jesus Maria Velez nel 1783,
fra Lasuén affermò:
Il suo zelo Cristiano e il senso di "civilizzatore" lo portò lontano nell'acculturare i Nativi Americani, anche usando il loro linguaggio, a dispetto della proibizione, a questo proposito, del re di Spagna.
Notizie di maltrattamenti dei Nativi Americani nella Missione San Francisco de Asís raggiunsero il governatore della California, Diego de Borica, anch'egli basco, che minacciò un procedimento giudiziario contro Lasuén, se questi non avesse rinunciato a tali comportamenti.

## Missioni fondate da frate Fermín Lasuén
- Missione di Santa Barbara (1786)
- Missione La Purissima Concezione (1787)
- Missione Santa Cruz (1791)
- Missione Nuestra Señora de la Soledad (1791)
- Missione San José (1797)
- Missione di San Juan Bautista (1797)
- Missione San Michele Arcangelo (1797)
- Missione San Fernando Re di Spagna (1797)
- Missione San Luigi Re di Francia (1798)

Egli inoltre sovrintese alla espansione di numerosi luoghi di missione della California e aiutò molte altre missioni come quella di San Gabriele Arcangelo.